# Камполи дел Монте Табурно
Камполи дел Монте Табурно је насеље у Италији у округу Беневенто, региону Кампанија.
Према процени из 2011. у насељу је живело 857 становника. Насеље се налази на надморској висини од 438 м.

## Становништво
| 1951. | 1961. | 1971. | 1981. | 1991. | 2001. | 2011. |
| ----- | ----- | ----- | ----- | ----- | ----- | ----- |
| 2.079 | 1.832 | 1.634 | 1.551 | 1.565 | 1.515 | 1.546 |